# たんぽぽ舎
たんぽぽ舎（たんぽぽしゃ、NO NUKES PLAZA）は、東京都千代田区に拠点を置く「脱原発と環境破壊のない社会」を目指す反核団体・市民団体。槌田敦らを中心に、市民勉強会の開催やパンフレットの製作をおこなっている。

## 関連団体
- 浜岡原発止めよう関東ネットワーク[1]
- サクラと環境・原発調査ネットワーク[2]
- もんじゅ・西村裁判を応援する会[3]
- ストップ原発＆再処理・意見広告の会[4]
- ＣＯ２温暖化議論を封じ込められた槌田敦を応援する会[5]
- 首都圏反原発連合

## 関連する人物
- 槌田敦
- 柳田真
- 広瀬隆
- 山崎久隆
- 安田節子